# El precio de la fama
El precio de la fama es una telenovela mexicana dirigida por Sergio Jiménez, producida por Ernesto Alonso para la cadena Televisa, se emitió por El Canal de las Estrellas entre el 16 de febrero y el 3 de julio de 1987. Fue protagonizada por Sonia Infante y Sergio Goyri, y antagonizada por José Alonso.

## Argumento
Lucrecia es una famosa y exitosa actriz de telenovelas, pero que ha llegado a la cumbre del éxito utilizando a los hombres. En su juventud, Lucrecia tuvo una hija soltera y para no manchar su imagen y exponerse al escándalo, se la regaló a su hermana solterona Inés para que la hiciera pasar como suya. Ya pasado mucho tiempo, Lucrecia intenta acercarse a su "sobrina" Sonia, pero a la chica solo le interesa de ella lo material que pueda darle.
Lucrecia conoce al tenista Jaime Garay, un playboy despreocupado al que dobla en edad. Aunque ella es la amante oficial de Alfonso un hombre casado, el desenfado y el encanto de Jaime la atraen y comienzan un romance. Sin embargo, Sergio el padre de Sonia, reaparece en la vida de Lucrecia. Es un bueno para nada que solo busca dinero y sospecha que la actriz tuvo una hija. Sergio seduce a Inés quien se enamora de él. Al descubrir que ella es virgen, Inés se ve forzada a contarle toda la verdad. Sergio le cuenta a Sonia que él fue novio de Inés en su juventud y que es su verdadero padre. La muchacha se llena de alegría al descubrir que por fin tiene una familia, pero las intenciones de Sergio son muy diferentes: chantajear a Lucrecia para sacarle dinero.
Ahora la actriz, que toda su vida ha saboreado una carrera de triunfos y alegrías, descubrirá lo que es el sabor amargo de "el precio de la fama".

## Elenco
- Sonia Infante - Lucrecia Aguilar Prado-Castañeda
- Sergio Goyri - Jaime Garay
- José Alonso - Sergio Ferrer
- Susana Alexander - Inés
- Eric del Castillo - Alfonso Bernal
- Stephanie Salas - Sonia
- Andrea Ferrari - Manola
- Gabriela Goldsmith - Cecilia
- Felicia Mercado - Doris
- María Teresa Rivas - Mercedes
- Elsa Cárdenas - Eloísa de Bernal
- Eduardo Liñán - Eugenio Ferrer
- José Antonio Ferral - Bernardo
- Jerardo - Fernando Bernal
- Guillermo Aguilar - David
- Tony Bravo - Antonio
- Gilberto Román - Guillermo
- Paola Cano - Sonia (niña)
- Juan Zaizar - Joel
- Juan Diego - Benito
- Melba Luna - Esther
- Rosa Salazar - Renata
- Mary Fernández - Rosa
- Miguel Ángel Negrete - Raúl
- Rocío Yaber - Secretaria
- Roberto Vander
- Maria Prado

## Versiones
La historia está basada en la telenovela El Refugio de 1965 producida y dirigida por Ernesto Alonso, protagonizada por Ofelia Guilmain, Aarón Hernán, Fanny Schiller, Irma Dorantes y Raúl Dantés.